# 波希瓦·图伊奥内托阿
波希瓦·图伊奥内托阿（1951年6月30日—2023年3月18日）是一名東加會計師和政治人物，在2019年至2021年擔任東加總理。圖伊奧內托阿接替希米·錫卡，後者在阿基利西·波希瓦去世後擔任代理總理。

## 早年生活和教育
圖伊奧內托阿於1951年6月30日出生於汤加塔布岛塔拉福歐（Talafo'ou），1982年畢業於紐西蘭特許會計師協會，之後於1993年畢業於蒙纳士大学。他擁有財務管理文憑和商業碩士學位。他也是一名註冊管理會計師。

## 職業生涯
圖伊奧內托阿於1979年1月加入東加公務員隊伍。他曾擔任紐西蘭漢密頓司法部商業司的官方清盤人。1983年至2014年期間，他擔任東加的審計員。1987年至1988年，他是陶法阿豪·圖普四世國王的私人秘書，同期也是樞密院的書記員。他在2010年汤加大选中競選議會議員，但未獲成功。
在2014年大選中，他當選為汤加立法会議員，代表汤加塔布岛第十选区。在阿基利西·波希瓦政府中，他曾擔任勞工、商業和工業部長，以及警察、監獄和消防部長。。2017年3月，他被任命為稅收和海關部長，接替特維塔·拉維莫。他一直擔任這一職務，直到2018年1月，他被任命為財政和國家計劃部長。

## 東加總理
2019年9月27日，圖伊奧內托阿以15票對8票當選為總理，希米·錫卡擔任代理總理。。2019年10月9日由圖普六世國王正式宣布。他於10月10日宣布他的內閣任命。
2021年1月12日，圖伊奧內托阿在議會的信任投票中以13票對9票倖存。
圖伊奧內托阿在2021年選舉中再次當選為議會成員，並宣布競選連任總理，但後來退出了競爭者行列，支持艾薩克·埃克。他的總理職位由肖西·索瓦萊尼接任。
2022年4月29日，東加最高法院在發現圖伊奧內托阿向一個婦女團體提供50,000潘加的賄賂後，宣布其選舉無效。2022年5月26日，在上訴期間暫停定罪。2022年6月9日，他在第二次選舉申請中再次被認定犯有賄賂罪。2022年8月9日，上訴法院推翻了這兩項請求。

## 逝世
圖伊奧內托阿於2023年3月18日在美國逝世，享年71歲。

## 榮譽
- 薩洛特·圖普三世女王勳章（英语：Order of Queen Sālote Tupou III）（2008年7月31日）[28]